# Colletes clypeonitens
Colletes clypeonitens är en biart som beskrevs av Swenk 1906. Colletes clypeonitens ingår i släktet sidenbin, och familjen korttungebin. Inga underarter finns listade i Catalogue of Life.